# Frosnitzkamm
Der Frosnitzkamm ist ein Gebirgskamm der Venedigergruppe im Osttirol (Tirol). Höchster Gipfel des Frosnitzkamms ist die Mittereggspitze (3044 m ü. A.). Der Frosnitzkamm verdankt seinen Namen dem nördlich gelegenen Frosnitztal.

## Lage
Der Frosnitzkamm erstreckt sich im Südosten des sogenannten Venedigerstocks. Er wird im Norden vom Frosnitztal bzw. dem Frosnitzbach, im Osten vom Iseltal bzw. vom Tauernbach und im Süden vom Virgental bzw. von der Isel begrenzt. Im Westen bildet die Galtenscharte die Grenze zum Eichhamstock. Der Frosnitzkamm bildet zugleich den östlichen Teil der Virger Nordkette. Die Gipfel des Frosnitzkamms reihen sich fast ausschließlich auf einer Linie von Westen nach Osten aneinander, wobei entlang der Gipfel die Grenze zwischen den Gemeinden Virgen im Süden und Matrei in Osttirol im Norden verläuft. Einziger Gletscher des Frosnitzkamms ist das Fritschnitzkees zwischen der Nördlichen und der Südlichen Göriacher Röte. Große Teile des Frosnitzkamms, insbesondere die Gipfelregionen, liegen im Nationalpark Hohe Tauern.

## Gewässer
An der Südseite entspringen Teile der Quellbäche des Kleinen Nills sowie der Firschnitzbach, der Mellitzbach und der Mitteldorfer Bach mit dem Zedlabach. An der Ostseite des Frosnitzkamms haben wiederum das Hinteregger Bachle, der Stallerbach und das Weißenbächle ihren Ursprung. An der Nordseite münden lediglich kurze steile Bergbäche wie der Fritschnitzgraben in den Frosnitzbach.

## Gipfel
| - Bretterwand (2817 m ü. A.) - Edwardspitze (rund 2920 m ü. A.) - Fritschnitzkopf (2778 m ü. A.) - Fünfzähnespitz (rund 2850 m ü. A.) - Galtenkogel (2986 m ü. A.) - Hintereggkogel (2638 m ü. A.) - Bretterspitze (3001 m ü. A.) - Hohes Fenster (2565 m ü. A.) - Knorre (2995 m ü. A.) | - Kristallspitz (2985 m ü. A.) - Mittereggspitze (3044 m ü. A.) - Nördliche Göriacher Röte (3011 m ü. A.) - Ochsenbug (3007 m ü. A.) - Pegömlspitze (2726 m ü. A.) - Südliche Göriacher Röte (3020 m ü. A.) - Unteres Feldeskögele (2516 m ü. A.) - Vorderer Misenokt (2868 m ü. A.) - Zinizachspitze (2755 m ü. A.) |